# Pelham Bay Park
Il Pelham Bay Park è un parco pubblico di New York situato nella parte settentrionale del distretto del Bronx.
Con un'area di 11,2 km2 (oltre tre volte maggiore del Central Park), è il più grande parco pubblico della città di New York. Costeggia il Long Island Sound, un braccio di mare che separa l'isola di Long Island dal continente.
Vi si trovano decine di chilometri di piste ciclabili e sentieri escursionistici e molti impianti sportivi, tra cui due campi da golf (Pelham Bay & Split Rock Golf Courses), due campi da baseball e un centro d'equitazione del Bronx Equestrian Center.
Principali punti di interesse: 
- Orchard Beach: spiaggia artificiale lunga 1,8 km costruita negli anni trenta su progetto di Robert Moses, è l'unica spiaggia pubblica del Bronx.
- Bartow-Pell Mansion and Museum: un elegante esempio di architettura del XIX secolo.
- Split Rock: un grande masso di granito dove secondo la leggenda fu uccisa Anne Hutchinson, eroina della libertà religiosa nell'America coloniale.
- Bronx Victory Column: colonna alta 23 metri sormontata da una statua della libertà vittoriosa, dedicata alla memoria dei cittadini del Bronx caduti in guerra combattendo per la patria.
- Glover's Rock: un grande masso roccioso con una targa di bronzo che commemora la battaglia di Pelham, combattuta tra americani e inglesi durante la guerra d'indipendenza.
- Hunter Island: una piccola isola in cui si trova il percorso naturalistico Kazimiroff Nature Trail.
- Orchard Beach Nature Center: giardino botanico aperto nei weekend del periodo dal Memorial Day al Labor Day.
- Thomas Pell Wildlife Sanctuary: area protetta paludosa in cui si possono vedere uccelli come il falco pescatore e varie specie di anitre, aironi e garzette.
- American Boy: è una statua di marmo alta circa 6 metri scolpita nel 1923, che rappresenta un giovane americano a torso nudo, simbolo della perfetta forma fisica.

L'omonima stazione capolinea della Linea 6 della metropolitana di New York si trova in prossimità dell'ingresso sud del parco.